# Cladoramus uncinatus
Cladoramus uncinatus är en insektsart som först beskrevs av Bolívar, I. 1890.  Cladoramus uncinatus ingår i släktet Cladoramus och familjen torngräshoppor. Inga underarter finns listade i Catalogue of Life.